# Silvestre I
Silvestre I (en latín: Silvester, en griego antiguo: Σίλβεστρος; c. 285-Roma, 31 de diciembre del 335) fue obispo de Roma desde el 31 de enero del 314 hasta su muerte. Se lo considera el 33.er papa descrito en el Liber Pontificalis y venerado como santo por las iglesias católica, ortodoxa, armenia, luterana y anglicana.
Su pontificado cubre uno de los más importantes períodos de la historia de la Iglesia y de Occidente, ya que transcurrió durante el imperio de Constantino —primer emperador cristiano— cuando el cristianismo dejó de ser perseguido y obtuvo el reconocimiento del gobierno imperial mediante el edicto de tolerancia religiosa. No obstante, son pocos los datos históricos que se conservan sobre Silvestre. El Liber Pontificalis (compuesto entre los siglos V y VI) menciona simplemente los dones que, aparentemente, Constantino concedió a la Iglesia y como información personal agrega que era hijo de un presbítero romano llamado Rufino, por lo que su existencia real no está puesta en duda. Los Actus Silvestri (obra legendaria del siglo V) indican que su madre se llamaba Justa, aunque este documento no se considera fuente confiable ni confirmatoria de la vida de Silvestre I.
Su fiesta se celebra en Occidente el 31 de diciembre, que coincide con las celebraciones de Fin de año, llamadas por ello (en algunos países) "de San Silvestre". La Iglesia Oriental lo conmemora el 2 de enero.

## Obispado
El largo obispado de Silvestre no se destacó por su acción personal, y por ello la leyenda posterior lo ha realzado inventando episodios maravillosos y una relación personal con el emperador que no existió, aunque se menciona incluso en la actualidad en textos periodísticos o devocionales.
Durante este periodo, sin embargo, el obispo de Roma no podía compararse en importancia con los obispos de las iglesias de Oriente o con personalidades tan destacadas como Eusebio de Nicomedia y Osio de Córdoba, por ejemplo, quienes influyeron de manera determinante sobre Constantino, el emperador protector de la Iglesia.

#### Concilio de Arlés
En 313, bajo el obispado de Melquíades, un sínodo romano decidió confirmar la elección de Ceciliano como obispo de Cartago, impugnada por el partido donatista. Sus representantes rechazaron esta decisión y apelaron ante el emperador Constantino, quien convocó a los obispos de Occidente a un concilio en Arlés, el cual tuvo lugar en agosto de 314, ya con Silvestre como obispo de Roma. Sin embargo, la presidencia del mismo fue confiada a Marino, obispo de Arlés y la dirección de las deliberaciones a Chresto, obispo de Siracusa. ya que la autoridad del obispo romano había sido puesta en cuestión. Este importante concilio, el cual reunió a no menos de 33 obispos occidentales debería celebrarse "en presencia del obispo de Roma", quien, sin embargo y por razones desconocidas, no acudió, siendo representado por dos presbíteros, Claudiano y Vero, así como por dos diáconos, Eugenio y Ciricio, quienes parecen haberse limitado al papel de observadores más que de legados. La ausencia de Silvestre, especulan los historiadores, pudo deberse a su reciente consagración o bien a que desaprobase una convocatoria hecha por el emperador.
El concilio, confirmando la legitimidad de Ceciliano, volvió a condenar a los donatistas y tomó una serie de disposiciones relativas al bautismo, la comunión o incluso la fijación de la fecha de la Pascua, la cual, se decide que "deberá observarse en el mismo día en todo el mundo”. En una carta dirigida a Roma, los obispos conciliares lamentan la ausencia de su colega romano, y le piden que haga conocer estas decisiones a todas las Iglesias, resultado de la cual existe una colección separada de las decisiones del concilio conocidas como Canones ad Silvestrum. Si bien esta carta y los cánones implican cierta conciencia entre los obispos occidentales del primado del obispo de Roma, las prescripciones del concilio no fueron tenidas en cuenta por la iglesia de Oriente. Por otra parte, esta asociación de Silvestre con el Concilio de Arlés alimentó el resentimiento de los donatistas, quienes lo denunciaron como uno de los clérigos que, durante la persecución de Diocleciano, entregaron las Santas Escrituras a las autoridades romanas (llamados por ello traditores). Tan extendida estaba esta historia que, un siglo más tarde, Agustín de Hipona consideró que debía defender su memoria de estas acusaciones que él creía infundadas.

#### Concilio de Nicea

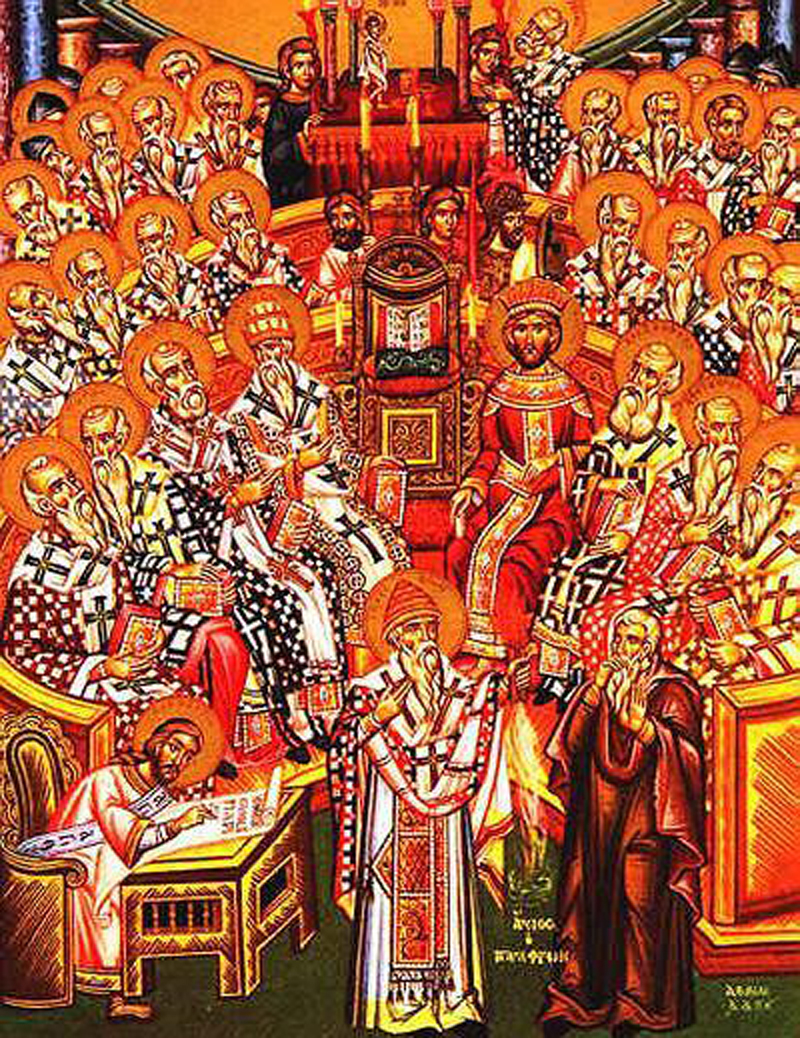
Icono que representa el Primer Concilio de Nicea. A la izquierda (a la derecha del altar con la Escritura) preside el representante del obispo de Roma y en segundo lugar, a la derecha el emperador Constantino.

En 319, a partir de una doctrina cristológica enseñada por el presbítero alejandrino Arrio, se desató una crisis que afectó profundamente a las Iglesias orientales. Esta doctrina, la cual afirma Jesucristo, el Hijo "no es de la misma naturaleza" que el Padre, se denominó arrianismo y su principal oponente fue el obispo Alejandro de Alejandría quien ya en 320 convocó un sínodo local hacia el 320, el cual excomulgó a Arrio, sentencia de la cual se informó a Silvestre, como era usual. Constantino intentó mediar en el conflicto, pero no pudo lograr el acercamiento de las parte, por lo que confió al obispo Osio de Córdoba la tarea de resolver la crisis. Este organizó y presidió un concilio general de todo el episcopado del Imperio. Los obispos, unos 1800, fueron convocados por cursus publicus y se reunieron, pero solamente una pequeña parte de los invitados, en Nicea, en mayo de 325. Eusebio de Cesarea explica que Silvestre declinó su asistencia, esta vez debido su avanzada edad, y envió como legados a los presbíteros Vincencio (más tarde obispo de Capua) y Vito, quienes participaron en los debates de manera discreta y sin ningún derecho particular de precedencia. Sin embargo, sus firmas se encuentran en las actas del concilio directamente después de la de Osio y antes de la de los demás obispos presentes.
El Concilio de Nicea condenó a Arrio, estableció las bases conceptuales de lo que siglos más adelante fue reconocido como el Credo Niceno, y un cierto número de cánones litúrgicos y disciplinarios, uno de los cuales trata sobre el establecimiento de la fecha de la Pascua, que se fijará por acuerdo entre las sedes episcopales de Alejandría y Roma. Se ignora cómo fueron recibidas estas disposiciones por Silvestre pero, en 326, Roma estableció una fecha pascual diferente a la de Alejandría.
La nula participación de Silvestre en estos concilios, quizás debida a su lejanía del escenario del conflicto o por su respeto por la autonomía de las Iglesias orientales, fue en su día objeto de críticas. Los relatos posteriores de estos acontecimientos, compuestos en el siglo V, siguiendo a Gelasio de Cízico intentan rehabilitar la figura papal, haciendo de Osio un legado de Silvestre, o incluso atribuyen a este último la convocatoria del concilio junto al emperador, lo cual carece de base histórica. Esta ausencia del papa en ambos concilios creó un precedente en la creencia católica que seguirá siendo válido durante los siglos IV y V,  la negativa de los obispos romanos a asistir en persona a los sínodos convocados por el emperador cristiano.

#### Comienzo de la "Roma católica"

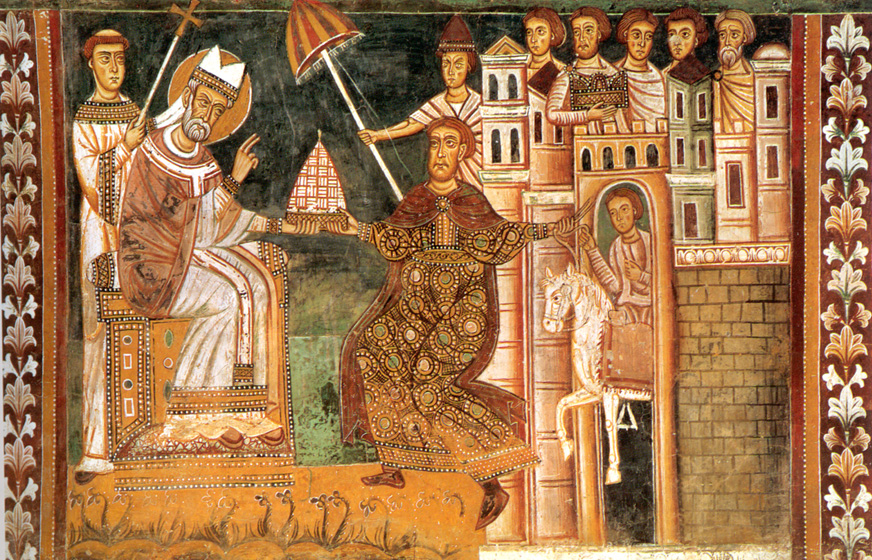
Fresco de la capilla de San Silvestre en la Basílica de los Cuatro Santos Coronados, Roma (ca. 1247). Constantino (a la derecha) entrega la tiara al papa Silvestre.

En el mundo grecorromano, era usual que las autoridades hicieran, a sus expensas, obras públicas en favor de una ciudad, una comunidad o un culto religioso; a esta costumbre se le da el nombre de evergetismo. Constantino, en cuanto emperador cristiano si bien no bautizado, no se propuso la conversión del Imperio, en sus edictos promovió la libertad de cultos, pero manifestó su preferencia, casi exclusiva, por el culto del dios que adoraba por medios de acciones de evergetismo. La iglesia de Roma se benefició de la generosidad imperial bajo el pontificado de Silvestre, de manera que puede decirse que en ese momento comienza a surgir una "Roma cristiana", si bien las clases altas y una parte importante de la plebe, siguieron practicando ritos no católicos. El Emperador promovió la construcción de numerosos edificios religiosos, para cuyo mantenimiento donó terrenos y propiedades procedentes del inmenso patrimonio imperial, acumulado durante los tres siglos anteriores. El Liber pontificalis enumera en su imaginario una serie de iglesias, dotadas de mobiliario litúrgico, oratorios y ornamentos, cuya paternidad constantiniana ha sido confirmada por pruebas epigráficas y arqueológicas. Estas construcciones, que debían responder a las características del culto cristiano, se construyeron tomando como modelo los espacios cerrados de reunión propios del mundo helenístico y ya adoptado por los romanos: la basílica.
Entre ellas se puede mencionar la actual basílica de San Juan erigida en el dominio imperial de Letrán, el cual pertenecía al patrimonio de los emperadores desde el siglo I, la basílica de la Santa Cruz en Jerusalén, llamada entonces Sessoriana y ubicada junto al palacio de Helena, la madre de Constantino, San Pablo Extramuros, San Lorenzo Extramuros y la Basílica de los Santos Marcelino y Pedro. Más tarde, en la segunda parte de su reinado, probablemente alrededor del año 333, Constantino también inició la construcción de la Basílica de San Pedro, en la colina Vaticana, donde se hallaban las ruinas del circo de Cayo y donde los cristianos, desde por lo menos el siglo III, veneraban la tumba de Pedro.
Según el mencionado Liber pontificalis, y la noticia puede ser auténtica, el propio Silvestre fundó el titulus Equitii o titulus Silvestri, una iglesia construida cerca de las termas de Diocleciano. También se le atribuyen mejoras en las catacumbas de san Calixto, cerca de la Vía Apia, así como en las catacumbas de Priscila donde hizo construir un oratorio. Justamente fue en este cementerio donde fue sepultado después de su muerte el 31 de diciembre de 335, fecha que figura en la Depositio episcoporum, compuesta al año siguiente, en el Catálogo Liberiano y en el Martirologio Jeronimiano, el cual lo califica de santo.

## San Silvestre en la leyenda
Probablemente debido a que el obispado de Silvestre tuvo lugar durante un punto de inflexión en la historia de la Iglesia, sus sucesores y la cada vez más importante comunidad cristiana de Roma, no estuvieron satisfechos con papel secundario que desempeñó al lado del primer emperador ecuménico. En ese marco y ya desde el siglo V, cuando los emperadores ya no residían en la ciudad, apareció la leyenda que dibuja un retrato idealizado pero falso del obispo. Estas narraciones darán origen a documentos falsos que serán utilizados para la afirmación del derecho temporal del papado. [cita requerida]

### Acta Silvestri
El más antiguo de estos relatos legendarios es conocido con el nombre de Hechos de Silvestre (en latín Actus Silvestri, pero también Gesta Silvestri, Acta Silvestri, Vita Silvestri o incluso Legenda Silvestri) compuesto no antes de la segunda mitad del siglo V. En su primera parte, la "Conversión de Constantino", relata de forma imaginaria cómo este último, enfermo de lepra tras su victoria sobre Majencio en el puente Milvio, consulta a los sacerdotes del Capitolio (en esta época el capitolio católico no existía),  quienes le recomiendan bañarse en la sangre de tres mil niños. La aparición en sueños de los apóstoles Pedro y Pablo evita que este se convierta en un nuevo Herodes, diciéndole que se curará por intervención de Silvestre, quien lo purificará con el bautismo, al igual que Naamán había sido purificado por el profeta Eliseo en las aguas del Jordán. El emperador manda buscar a Silvestre, quien se había refugiado en el monte Soracte para escapar de la persecución, aceptando este bautizarlo en el baptisterio de Letrán a condición de cerrar los templos paganos y liberar a los cristianos encarcelados.En compensación, Constantino le regala a Silvestre la tiara pontificia y le organiza una entrada triunfal en Roma, montado a caballo.
Esta historia, por un lado enmienda el hecho incómodo (para el siglo V) del bautismo tardío de Constantino, agravado por ser hecho por un obispo semiarriano, Eusebio de Nicomedia, y a la vez exalta el estatus del papado. La leyenda, tenida por histórica, alcanzó gran popularidad en Occidente pero también en Oriente, e inspiró cierto detalles del Liber pontificalis.
La figura de Silvestre bautizando a Constantino se volvió legendaria hasta el punto de que, a principios del siglo VI, Gregorio de Tours hace un paralelo entre ese hecho y el bautismo de Clodoveo por el obispo Remigio, a cual presenta como un “nuevo Silvestre”. En la Divina Comedia, Dante Alighieri evocó la leyenda en un símil usado por Guido de Montefeltro: 

Ma come Costantin chiese Silvestro
d’entro Siratti a guerir de la lebbre,
così mi chiese questi per maestro 
a guerir de la sua superba febbre;

Cual Constantino demandó a Silvestre,
para curar su lepra de Sorate,
llamóme por mi mal, como maestre,
para curar su fiebre de combate:

Inferno XXVII, 94 -96 (Versión en español de Bartolomé Mitre)

En este marco aparece la Constitutum Silvestri, un texto que forma parte de los Apócrifos de Símaco, escritos con el objetivo de fortalecer la posición del obispo de Roma donde se inventa un concilio convocado por Silvestre, que reunió a más de doscientos obispos en Roma.

### La Donación de Constantino
Sobre estas leyendas se asienta en el documento apócrifo denominado  "Donación de Constantino", un texto falso,  compuesto en los siglos VIII o IX e integrado en las Decretales pseudoisidorianas que pretende reproducir una carta de Constantino a Silvestre en la cual el emperador comparte con el obispo de Roma soberanía temporal sobre Roma e Italia, ya que confiere a esta última el primado espiritual sobre todos los patriarcados eclesiástico. Este documento fue desvirtuado por Lorenzo Valla quien en un análisis filológico descubre la falsificación. 
El texto de la Donación consta de dos partes, la primera (confessio) está fechada en el cuarto consulado de Constantino y Licinio (315) y la segunda (donatio) en el de Ovinio Galicano y Cesonio Baso (317). La confessio describe el episodio de la curación del emperador, tomado de los mencionados Hechos de Silvestre, y añade la profesión de fe que el papa transmitió a Constantino. La donatio enumera los privilegios y territorios cedidos al papa; a saber: primacía sobre las Iglesias orientales, el uso de la insignia imperial para el pontífice y la senatorial para sus séquito, las iglesias de Letrán, San Pedro y San Pablo Extramuros, junto con el Palacio de Letrán. Se agregan bienes en varias provincias del Imperio y finalmente declara que el emperador se retirará a Oriente, para dejar al Occidente en poder (potestas) del papa.
La primera mención de la donatio, sin citarla, aparece en la última década del siglo VIII, cuando Adriano I logra que Carlomagno, "nuevo Constantino", confirme las prerrogativas del obispo romano sobre ciertas ciudades de Italia concedidas por Pipino, el Breve. Vuelve a aparecer en un acta pontificia de 979, pero el primer papa en citarla, de buena fe, fue León IX, en una carta enviada en 1054 a Miguel I Cerulario, Patriarca de Constantinopla. El cardenal Humberto de Silva Candida también publicó una versión del documento para respaldar las afirmaciones del papado contra la primacía de los emperadores y patriarcas orientales. Este debate que conduciría finalmente al Cisma de 1054. En los siglos XI y XII, la Donación fue citada a menudo en la Querella de la investiduras entre el papado y el Imperio.
La autoridad de la Donación, reconocida incluso por los oponentes del papado, fundó legalmente el poder temporal del papa a lo largo de la Edad Media. En 1247, la capilla de San Silvestre en la Basílica de los Cuatro Santos Coronados fue decorada con frescos que mostraban la historia del bautismo y la Donación de Constantino. También hay una alusión a esta creencia en la Divina Comedia, pero sin nombrar expresamente a Silvestre, donde se lo evoca como el primer "padre" (papa) rico:

Ahi, Costantin, di quanto mal fu matre,

   non la tua conversion, ma quella dote

    che da te prese il primo ricco patre!

¡ Ah, Constantino, cuánto mal produjo,

 no tu conversión, sino la dote

que por tí hizo rico al primer Padre !

    —  Inferno, canto 19, 115–117.

No fue hasta mediados del siglo XV, con el resurgimiento de la erudición clásica y la crítica textual, que los humanistas, y finalmente la burocracia papal, comenzaron a darse cuenta de que el documento no podía ser genuino. El cardenal Nicolás de Cusa declaró que era una falsificación y se refirió a ella como una obra apócrifa. El sacerdote católico Lorenzo Valla demostró, finalmente, su falsedad en el siglo XVI.

#### Tiara Papal

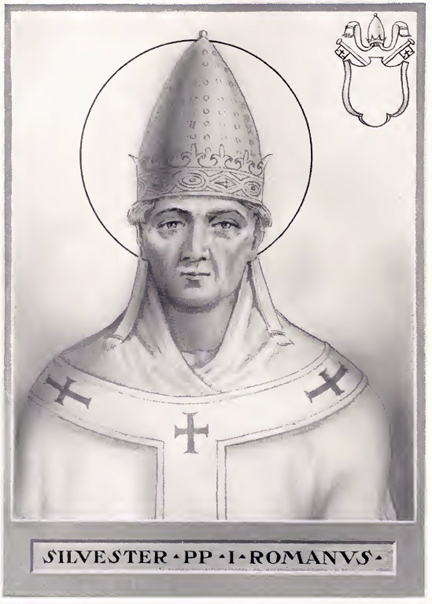
Silvestre I, retrato imaginario en un libro publicado en 1842: The Lives and Times of the Popes de Chevalier Artaud de Montor. Aparece usando la llamada "Tiara de San Silvestre".

La tiara usada por los papas refleja parcialmente la leyenda de la Donación y por ello algunas narraciones medievales le atribuyeron su introducción. De hecho, la triple corona data de varios siglos después, Bonifacio VIII fue el primero en usarla y fue enriquecida por sus sucesores. Desde el siglo XIV, la corona de Bonifacio se conoció como "Tiara de San Silvestre" y fue usada en tres ocasiones para la coronación de Gregorio XI, de su sucesor Urbano VI en 1378 y, casi un siglo después, de Nicolás V en 1446, en 1485 fue robada del tesoro de Letrán con lo que se perdió su rastro.

### Otras leyendas

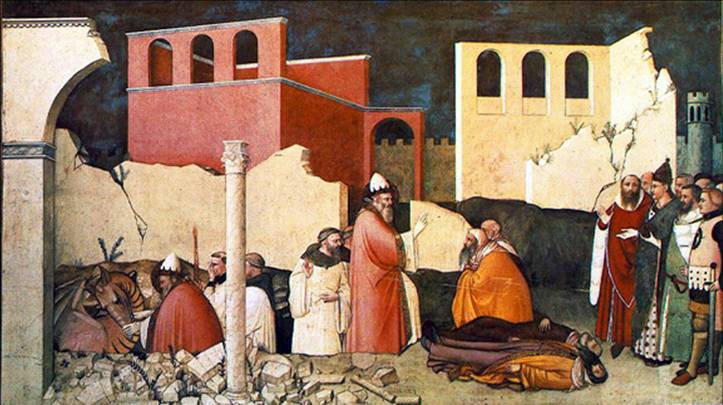
El Papa Silvestre I expulsando a un dragón del Foro Romano y reviviendo a sus víctimas. Fresco de Maso di Banco en la Capilla Bardi di Vernio, Basílica de la Santa Cruz, Florencia (entre 1340 y 1350)

En otros casos, se le atribuye haber sellado la boca de un dragón que se había guarecido en las grutas del Capitolio o resucitar a un toro salvaje que había sido muerto mediante sortilegios por un mago judío, siendo ambos milagros un símbolo de la idolatría vencida por el bautismo de Constantino. También se relata cómo, tras ser encarcelado por el prefecto Tarquinio, el santo lo libera de una espina de pescado que tenía clavada en la garganta, escena que es una paradoja opuesta a la venganza del judío Mardoqueo sobre el visir persa Amán.
La Leyenda Dorada agrega episodios milagrosos como la muerte de un dragón y la resurrección de sus víctimas. Pedro Damián, erróneamente, le atribuye la institución oficial del domingo como Día del Señor, para recordar la Resurrección.

## Iconografía y culto
La difusión de los Hechos de Silvestre y la Donación de Constantino generó una amplia producción iconográfica. Encontramos ejemplos de ello en los ya mencionados frescos de la basílica romana de los Cuatro Santos Coronados, los cuales datan del siglo XIII y sirven para subrayar la lucha política de esa época entre el papa Inocencio IV y el Emperador Federico II. como una proclama de las intenciones del papado, el emperador aparece en una posición de humildad, deferencia e incluso humillación frente al soberano pontífice, arrodillado ante él o sujetando las riendas de su caballo.
También la leyenda medieval de San Silvestre ha sido abundantemente ilustrada, por ejemplo en un vitral del deambulatorio sur de la catedral de Notre-Dame de Chartres, donde Silvestre ocupa la posición de consejero y confesor de Constantino, cuya función es obedecer a las indicaciones del obispo.
Su fiesta se celebra el último día del año por lo que su fiesta se enmarca en las celebraciones de la víspera de año nuevo o Nochevieja, llamada en muchos países cena de San Silvestre (la Saint-Sylvestre, en Francia y Bélgica o Sint Sylvester Vooravond, en la región flamenca). También da nombre a la competición deportiva brasileña Corrida Internacional de São Silvestre.